# Bugula neritina
Bugula neritina är en mossdjursart som först beskrevs av Carl von Linné den yngre 1758.  Bugula neritina ingår i släktet Bugula och familjen Bugulidae. Arten är reproducerande i Sverige. Inga underarter finns listade i Catalogue of Life.